# Glyoxylátový cyklus

Glyoxylátový cyklus.

Glyoxylátový cyklus je řada biochemických reakcí, díky kterým z acetylkoenzymu A vzniká sukcinát a glyoxylát, který je dále využit k tvorbě oxalacetátu.
Je velmi podobný citrátovému cyklu, na rozdíl od něho ale acetylkoenzym A neoxiduje na oxid uhličitý, nýbrž ho využívá k syntéze čtyřuhlíkaté dikarboxylové kyseliny sukcinátu. Cyklus tedy probíhá v organismech, které mají této látky nedostatek, tj. v některých mikroorganismech, a také v některých orgánech rostlin, hlavně v klíčících semenech, kde se glyoxylátovým cyklem mění na cukry zbytky ze spotřebovávání tuků z jejich rezerv.
U prokaryotních organismů cyklus probíhá v cytoplasmě, u eukaryot ve speciálních organelách, glyoxyzomech, respektive peroxizomech.

## Reakce glyoxylátového cyklu
Začátek cyklu je stejný jako u citrátového cyklu, pak dojde k rozdělení isocitrátu na sukcinát a glyoxylát. Poslední reakce cyklu je opět shodná s citrátovým cyklem
1. acetyl-CoA (2 uhlíky) + oxalacetát (4 uhlíky) → citroyl-CoA (S-citryl-CoA) (6 uhlíků) + přidána voda → citrát (6 uhlíků) + HS-CoA + H+

Jedná se o kondenzační reakci, kterou katalyzuje enzym citrátsyntáza.
2. citrát ↔ cis-akonitát + voda ↔ isocitrát
Citrát je přeměňován na isocitrát, reakce je katalytována enzymem akonitázou. Akonitáza obsahuje nehemové železo ve stavu Fe2+ a síru.
3. Isocitrát → glyoxylát + sukcinát, ten je produktem cyklu
Reakci katalyzuje isocitrátlyáza (isocitritáza).
4. Glyoxylát + acetyl-CoA + voda → malát + HS-CoA
Reakci katalyzuje malátsyntáza.
5. Malát + NAD+ → oxalacetát + NADH + H+
Reakci katalyzuje malátdehydrogenáza stejně jako v citrátovém cyklu